# Heliocybe sulcata
Heliocybe sulcata är en svampart som först beskrevs av Miles Joseph Berkeley, och fick sitt nu gällande namn av Redhead & Ginns 1985. Heliocybe sulcata ingår i släktet Heliocybe och familjen Polyporaceae.   Inga underarter finns listade i Catalogue of Life.

## Källor

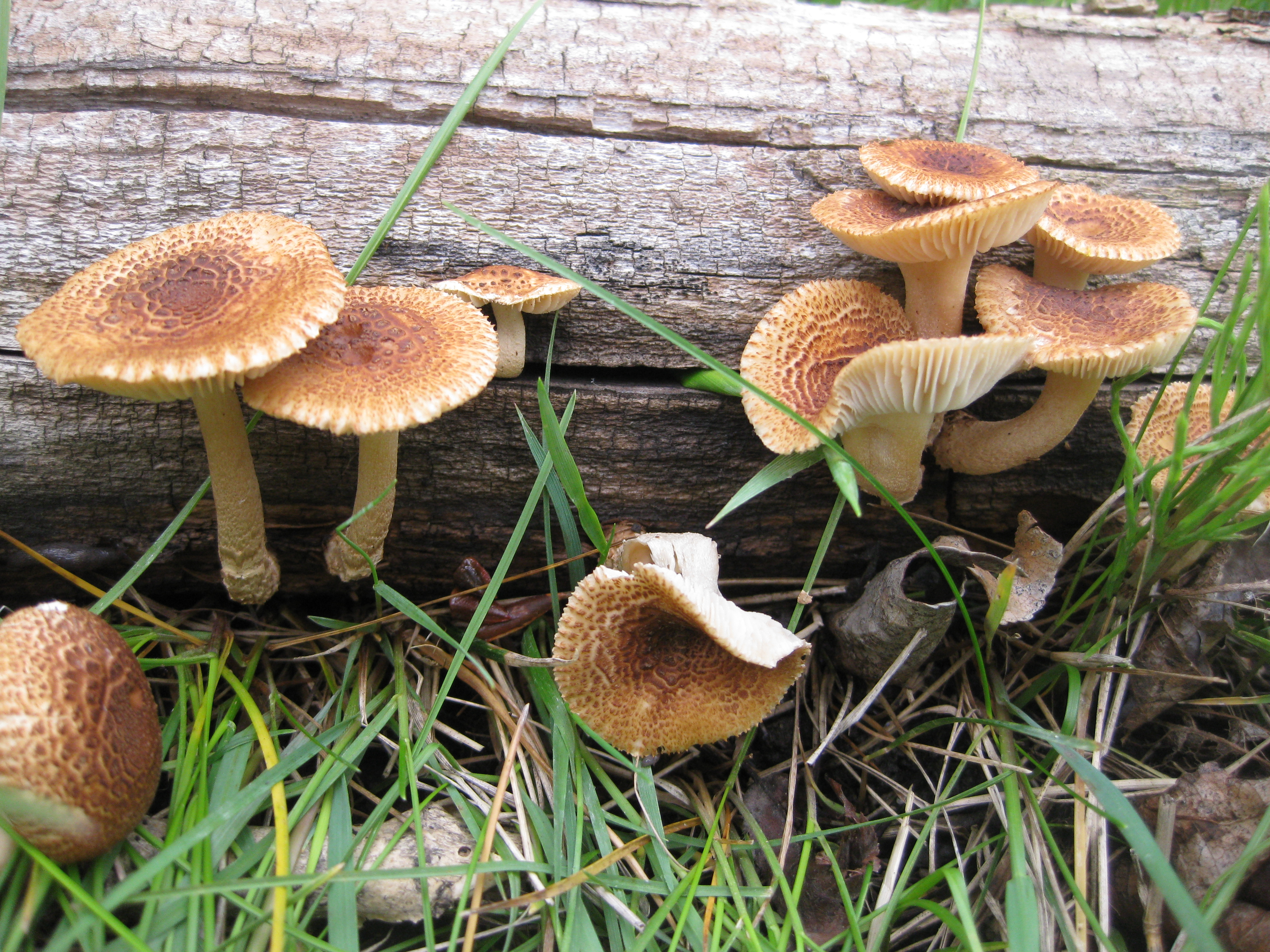